# Monumento a Manco Cápac
El Monumento a Manco Cápac es una estatua ubicada en la plaza homónima del distrito de La Victoria, en la ciudad de Lima, capital del Perú. Es una obra del escultor peruano David Lozano, inaugurada en 1926.

## Descripción
El monumento es una escultura en bronce del Sapa Inca Manco Cápac y fundador de la civilización inca, erguido y con un báculo y señalando con su mano derecha el horizonte. Está apostado sobre un pedestal adintelado de piedra y en forma de pirámide escalonada, con motivos y ornamentación de claro signo incaísta, así como pequeñas esculturas de animales simbólicos del mundo andino y relieves que narran la historia del mítico personaje.

## Historia
En 1921, durante el Oncenio de Leguía se celebró el Centenario de la Independencia del Perú y muchas colonias de residentes extranjeros decidieron otorgar obsequios en forma de monumentos al Estado Peruano. La colonia japonesa, representada por la Sociedad Central Japonesa, decidió encargar una estatua del fundador mítico de la civilización de los hijos del Sol a un escultor peruano, por lo que se seleccionó a David Lozano, quien tuvo por colaboradores a los artistas Benjamín Mendizábal y Daniel Casafranca.
El primer lugar que la colonia japonesa pensó para la colocación de la obra fue el Parque de la Exposición, pero al rechazarse la ubicación se estimó que se ubicase en la plaza Bolívar, junto a la estatua ecuestre del Libertador o también la plaza mayor de Lima, pero se desestimaron las propuestas. Finalmente la estatua fue emplazada en una rotonda en el cruce de las avenidas Grau y Santa Teresa. En agosto de 1922 se realizó la ceremonia de inicio de la obra con la presencia del presidente peruano Augusto B. Leguía, el alcalde de Lima Pedro Rada y Gamio y el embajador Keichi Yamasaki, en representación del gobierno japonés. La obra fue inaugurada el 5 de abril de 1926, tras una serie de contratiempos que retrasaron la entrega. El monumento demoró en realizarse tres años, nueve meses y 21 días y costó aproximadamente 113 500 soles.
En 1933 la obra fue trasladada a su ubicación final en la plaza Leguía, posteriormente rebautizada como plaza Manco Cápac.
En 2024 en una negligente actuación de las autoridades se pintarrajeó toda la obra, perpetuando un delito contra el patrimonio cultural del Perú.